# التهاب المستقيم الإشعاعي
يعد التهاب المستقيم الإشعاعي أو اعتلال المستقيم الإشعاعي حالة تتميز بتلف في المستقيم بعد التعرض للأشعة السينية أو غيرها من الإشعاعات المؤينة كجزء من العلاج الإشعاعي. قد يحدث اعتلال المستقيم الإشعاعي على شكل التهاب حاد يسمى التهاب المستقيم الإشعاعي الحاد (والتهاب القولون المرتبط بالإشعاع) أو مع تغيرات مزمنة تتميز بتوسع الأوعية الدموية المصاحب للإشعاع واعتلال المستقيم الإشعاعي المزمن. يحدث التهاب المستقيم الإشعاعي بشكل شائع بعد العلاج الإشعاعي للحوض لأنواع السرطان مثل سرطان عنق الرحم وسرطان البروستات وسرطان المثانة وسرطان المستقيم. يشمل توسع الأوعية الدموية المصاحب للإشعاع واعتلال المستقيم الإشعاعي المزمن الأمعاء السفلية، واعتلال القولون والمستقيم الإشعاعي بشكل أساسي، وكان يُطلق عليه سابقًا التهاب المستقيم الإشعاعي المزمن ومرض إشعاع الحوض واعتلال الأمعاء الإشعاعي.

## العلامات والأعراض
غالبًا ما يتسبب اعتلال المستقيم الإشعاعي الحاد في آلام الحوض والإسهال والرغبة في التبرز على الرغم من وجود القولون الفارغ (الزحير). قد يحدث تجلط الدم وسلس البراز، لكنهما أقل شيوعًا. قد يتسبب الضرر الإشعاعي المزمن في المستقيم (> 3 أشهر) في حدوث نزيف في المستقيم أو سلس البول أو تغيير ثانوي في عادات الأمعاء. قد تؤدي الحالات الشديدة إلى حدوث تضيقات أو تشكل نواسير. يمكن أن يظهر اعتلال المستقيم الإشعاعي المزمن في فترة زمنية تتراوح من 8 إلى 12 شهرًا بعد العلاج الإشعاعي.

## علم التشريح المرضي
يحدث اعتلال المستقيم الإشعاعي الحاد بسبب الضرر المباشر لبطانة القولون (الظهارة). تظهر خزعات المستقيم من اعتلال المستقيم الإشعاعي الحاد نضوبًا سطحيًا للخلايا الظهارية والخلايا الالتهابية الحادة الموجودة في الصفيحة المخصوصة. على النقيض من ذلك، فإن خزعات المستقيم من واعتلال المستقيم الإشعاعي المزمن يوضح الأوعية الدموية العصبية والتهاب باطنة الشرايين الإقفاري للشرايين تحت المخاطية والتليف تحت المخاطي وتضخم الأوعية الدموية.

## التشخيص
عند الاشتباه في اعتلال المستقيم الإشعاعي المزمن أو توسع الأوعية الدموية المصاحب للإشعاع، من الضروري إجراء تقييم شامل للأعراض. يجب أن يشمل التقييم تقييمًا لعوامل الخطر للأسباب البديلة لالتهاب المستقيم، مثل التهاب القولون المطثية العسيرة، واستخدام مضادات الالتهاب غير الستيروئيدية. أعراض مثل الإسهال والتغوط المؤلم تحتاج إلى التحقيق بشكل منهجي ومعالجة الأسباب الكامنة بعناية. ينبغي النظر في اختبار العدوى الطفيلية (داء الزخار، الجيارديات) والأمراض المنقولة جنسيًا (النيسرية البنية وفيروس الهربس البسيط). يعد موقع العلاج الإشعاعي مهمًا، لأن الإشعاع الموجه إلى مناطق أخرى من الجسم غير الحوض (مثل الدماغ والصدر وما إلى ذلك) يجب ألا يحفز النظر في اعتلال المستقيم الإشعاعي.
التنظير الداخلي هو الدعامة الأساسية لتشخيص الضرر الإشعاعي الذي يصيب المستقيم، إما بتنظير القولون أو التنظير السيني المرن. عادة ما يتعرف على توسع الأوعية الدموية المصاحب للإشعاع من خلال المظاهر العيانية في التنظير الداخلي الذي يتميز بتوسع الأوعية الدموية. قد تساعد خزعة الغشاء المخاطي في استبعاد الأسباب البديلة لالتهاب المستقيم، ولكنها ليست ضرورية بشكل روتيني وقد تزيد من خطر الإصابة بالناسور. توسع الشعيرات هي خاصية مميزة وعرضة للنزيف. قد تشمل النتائج الإضافية للتنظير الداخلي الشحوب (المظهر الشاحب) والوذمة وتفتت الغشاء المخاطي.

### التصنيف
يمكن أن يحدث التهاب المستقيم الإشعاعي بعد أسابيع قليلة من العلاج، أو بعد عدة أشهر أو سنوات:
- التهاب المستقيم الإشعاعي الحاد - تظهر الأعراض في الأشهر الثلاثة الأولى بعد العلاج.[4] وتشمل هذه الأعراض الإسهال والحاجة الملحة للتغوط.
- يحدث توسع الأوعية الدموية المرتبط بالإشعاع واعتلال المستقيم الإشعاعي المزمن - المعروف سابقًا باسم التهاب المستقيم الإشعاعي المزمن، بعد 3-6 أشهر من التعرض الأولي. يتميز توسع الأوعية الدموية المصاحب للإشعاع بنزيف المستقيم وفقدان الدم المزمن وفقر الدم. يتميز اعتلال المستقيم الإشعاعي المزمن بالإلحاح والتغير في العيار والاتساق وزيادة المخاط. قد تظهر الحالات الشديدة مع النواسير والتضيقات النادرة. [1]